# Damaris Porte
Damaris Porte – nauruańska lekkoatletka.
W 2007 roku ustanowiła rekord Nauru w biegu na 800 metrów. W tym samym roku zdobyła srebrny medal w biegu na 800 metrów, podczas zawodów Tri-rigger Championships 2007 (w zawodach tych rywalizują tylko sportowcy z Nauru i Kiribati).

## Rekord życiowy
- Bieg na 800 metrów – 2:47,3 (15 maja 2007, Aiwo), rekord Nauru[a][3][2]